# Weltfestspiele der Jugend und Studenten
Die Weltfestspiele der Jugend und Studenten (kurz: Weltjugendspiele) sind unregelmäßig veranstaltete internationale Jugendtreffen, die 1947 vom Weltbund der Demokratischen Jugend (WBDJ) ins Leben gerufen wurden. Die teilnehmenden Jugend- und Studierendenverbände sind überwiegend links, oft kommunistisch ausgerichtet.

## Chronik der Weltfestspiele

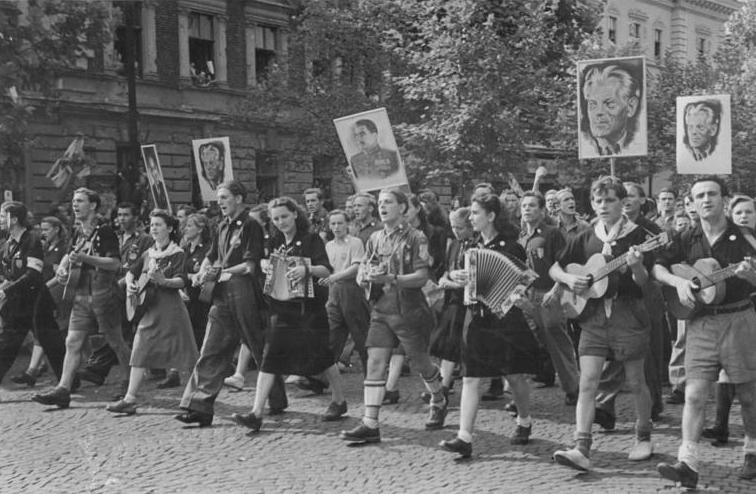
Österreichische Teilnehmer bei den II. Weltfestspielen 1949 in Budapest

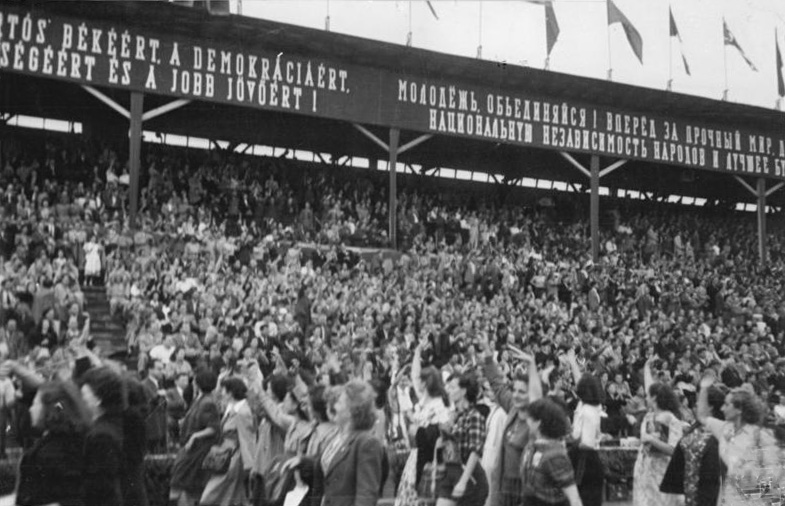
Festumzug während der II. Weltfestspiele 1949 in Budapest

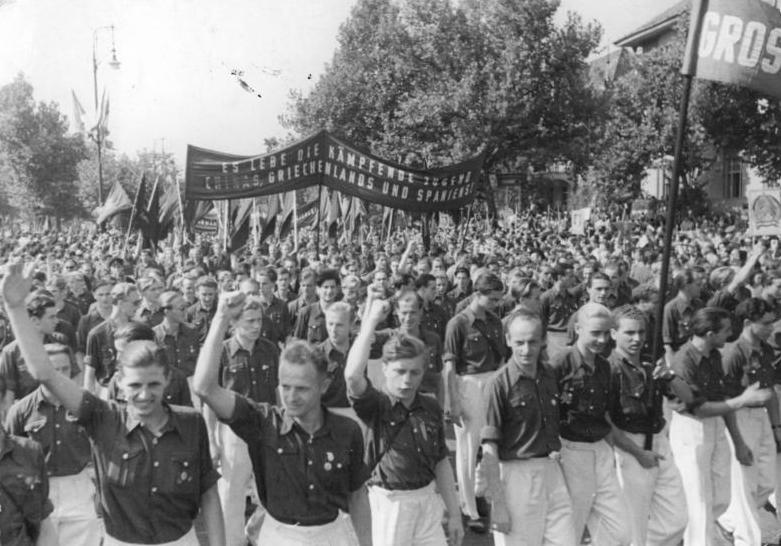
Die deutsche Delegation bei den II. Weltfestspielen 1949 in Budapest

Der am 10. November 1945 gegründete WBDJ beschloss, Weltjugendtreffen zu veranstalten; diese Treffen sollten „die internationale Freundschaft und Verständigung der Jugendlichen der verschiedenen Länder entwickeln und verstärken, einen wichtigen Beitrag zum Wiederaufbau der Welt und zur Erhaltung des Friedens leisten und mit allen geeigneten Mitteln das Leben, die Tätigkeit, die Bestrebungen der Jugend der verschiedenen Länder zeigen“.
Auf den Weltfestspielen wurde diskutiert und gefeiert, man hörte und bot Musik und Vorträge, es fanden Kunstausstellungen statt, bei denen Preise vergeben wurden. Die Veranstaltungen waren politisch und kulturell geprägt. Besonders in der Zeit des Kalten Krieges waren sie immer wieder Gegenstand heftiger Auseinandersetzungen, vor allem 1959 und 1962, als sie in Ländern außerhalb des Ostblocks stattfanden.
1. 1947 in Prag – 17.000 Teilnehmer aus 71 Ländern
2. 1949 in Budapest – 10.400 Teilnehmer aus 82 Ländern, darunter eine Delegation der FDJ von 750 Teilnehmern
3. 1951 in Ost-Berlin – 26.000 Teilnehmer aus 104 Ländern
4. 1953 in Bukarest – 30.000 Teilnehmer aus 111 Ländern
5. 1955 in Warschau – 30.000 Teilnehmer aus 114 Ländern, darunter 1500 FDJ-Mitglieder und 1500 Delegierte aus der Bundesrepublik Deutschland und dem Saargebiet
6. 1957 in Moskau – 34.000 Teilnehmer aus 131 Ländern, darunter 1280 Teilnehmer aus der Bundesrepublik Deutschland.
7. 1959 in Wien – 18.000 Teilnehmer aus 112 Ländern, darunter 550 Delegierte der FDJ
8. 1962 in Helsinki – 18.000 Teilnehmer aus 137 Ländern, darunter 500 Delegierte der FDJ
9. 1968 in Sofia – 20.000 Teilnehmer aus 142 Ländern, darunter 700 Delegierte der FDJ
10. 1973 in Ost-Berlin – 25.600 Teilnehmer aus 140 Ländern
11. 1978 in Havanna – 18.500 Teilnehmer aus 145 Ländern, darunter 200 Delegierte der FDJ
12. 1985 in Moskau – 26.000 Teilnehmer aus 157 Ländern
13. 1989 in Pjöngjang – 10.000 Teilnehmer aus 177 Ländern, darunter 850 Delegierte aus der DDR
14. 1997 in Havanna – 12.325 Teilnehmer aus 132 Ländern
15. 2001 in Algier – mehr als 7.000 Teilnehmer aus 140 Ländern
16. 2005 in Caracas – mehr als 17.000 Teilnehmer aus 144 Ländern
17. 2010 in Pretoria – mehr als 15.000 Teilnehmer aus 126 Ländern
18. 2013 in Quito – 8.500 Teilnehmer aus 80 Ländern
19. 2017 in Sotschi – 25.214 Teilnehmer aus 185 Ländern[1]

## Weltfestspiele im deutschsprachigen Raum

### 1951 Ost-Berlin

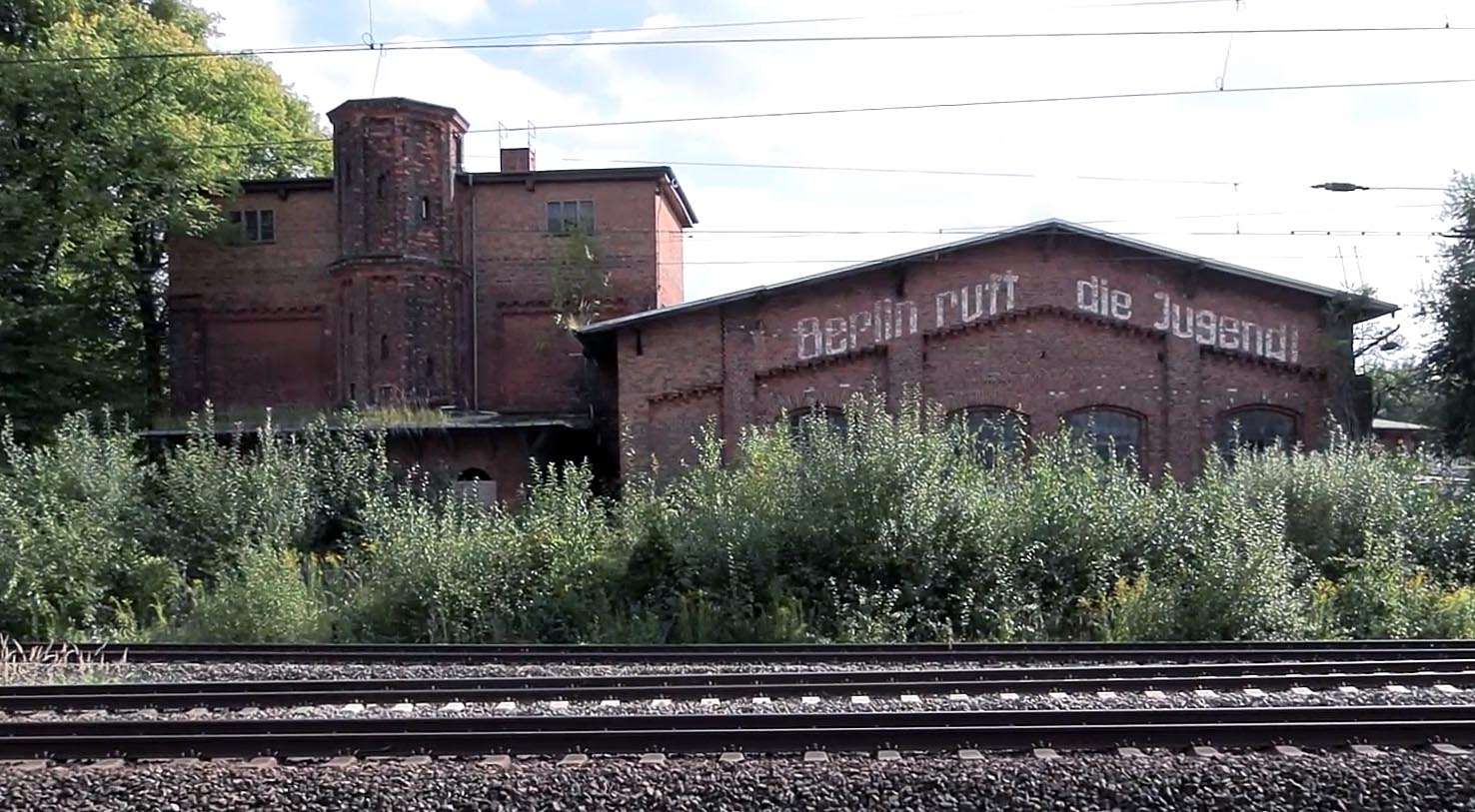
Die 1951 am Lokschuppen des ehemaligen preußischen Bahnbetriebswerkes Hagenow Land angebrachte Parole warb für die Ostberliner Weltfestspiele der Jugend. Der von den passierenden Zügen aus zu sehende Schriftzug wurde Jahrzehnte später mit besonders wetterbeständiger Farbe erneuert

Die ersten Weltfestspiele in der Deutschen Demokratischen Republik fanden vom 5. bis zum 19. August 1951 in Ost-Berlin statt. Die Konzeption für die künstlerische Gestaltung des Ostberliner Stadtbilds während der Weltfestspiele wurde von Bert Heller, Charly Hähnel, Wilhelm Schubert (1889–1962) und Willi Wolfgramm (1904–1975) erarbeitet. Die Eröffnungs- und Abschlussfeiern wurden im Walter-Ulbricht-Stadion abgehalten. Anlässlich der Spiele wurde zudem kurzfristig die Deutsche Sporthalle errichtet. Zu dem Jugendtreffen kamen offiziell etwa 26.000 Teilnehmer aus 104 Ländern. Die DDR nutzte die Weltfestspiele intensiv als Gelegenheit, sich internationales Ansehen zu verschaffen. Die Festivalhymne Im August blüh’n die Rosen ging in das populäre Liedgut der DDR ein. Die Komposition war von Günter Fredrich, der Text von Armin Müller. Der Komponist Günter Kochan schrieb für die Weltfestspiele das Lied Signale der Jugend (Text: Paul Wiens).
Die am 24. April 1951 in der Bundesrepublik Deutschland als verfassungsfeindlich verbotene FDJ rief zur Teilnahme an den Weltfestspielen auf. Vorsitzender des Vorbereitenden Komitees für die Weltjugendfestspiele 1951 war der Bremer Pastor Johannes Oberhof. Der Hessische Minister des Innern verbot am 3. Juli 1951 Werbung für die Weltfestspiele in einem öffentlichen Schreiben an die Regierungspräsidenten, Oberbürgermeister und Landräte:

„… Die Veranstaltung ist eine große politische Demonstration für das sowjetzonale Regime und dient gleichzeitig dem Kampf gegen die Demokratie der westlichen Völker mit dem Ziele, die Jugend der Bundesrepublik auf einen Irrweg zu führen und sie der demokratischen Grundordnung der Bundesrepublik zu entfremden.

Soweit die Werbung und Vorbereitung der ‚Weltfestspiele‘ in der Bundesrepublik durchgeführt werden, richten sie sich daher gegen die verfassungsmäßige Ordnung in der Bundesrepublik, so daß Vereinigungen von Personen, die diese Veranstaltung vorbereiten, unterstützen, oder betreiben, nach Art. 9 Abs. 2 des Grundgesetzes kraft Gesetzes verboten sind.

Auf Grund des Art. 9 Abs. 2 in Verbindung mit Art. 17 der Hessischen Verfassung weise ich Sie an, jede Betätigung solcher Vereinigungen sowie jede Propaganda für die Weltfestspiele mit allen polizeilichen Mitteln zu unterbinden. Ich ersuche, alles Propagandamaterial, Unterschrifts- und Spendenlisten sicherzustellen. Geschäfts- und Versammlungsräume, die einer hiernach verbotenen Betätigung dienen, sind zu schließen.“

Teilnahmewillige Jugendliche wurden durch Bundesbehörden teilweise an der Ausreise und damit Teilnahme gehindert. Bis zum 28. Juli 1951 wurden über 6000 FDJ-ler von der Grenze zwangsweise zurück in ihre Wohnorte gebracht. Transportunternehmen, die Aktionen der verbotenen West-FDJ unterstützten, wurden mit Strafen bedroht. Allein bei der Polizei Niedersachsen wurden 11.000 Polizeibeamte in Alarmbereitschaft versetzt.
Auch Teilnehmer aus der Schweiz wurden bei der Einreise behindert.
Etwa eine Million Festivalteilnehmer, mithin rund die Hälfte, folgten trotz zeitweiliger Sperrung der S- und U-Bahnverbindungen von Ost- nach West-Berlin der Einladung des Regierenden Bürgermeisters Ernst Reuter zu einem Besuch im Westen. Dort boten die Besatzungsmächte, Wohlfahrtsorganisationen und Firmen ein Programm zur Betreuung der Besucher an. Auf Kundgebungen und Diskussionsveranstaltungen sprachen Kurt Schumacher, Jakob Kaiser und John Jay McCloy. Die kostenlose Verpflegung in Jugendheimen nahmen die Gäste wegen der Versorgungsengpässe im Ostsektor gern in Anspruch, wie auch die Ausgabe von 750.000 Büchern, Zeitungen und Broschüren sowie 170.000 Freikarten für Kino und Theaterbesuche. Der FDJ-Vorsitzende Erich Honecker schickte daraufhin 10.000 Mitglieder der FDJ in Marschformationen nach West-Berlin, die in Sprechchören Parolen riefen und Flugblätter verteilten. Das führte in den Bezirken Wedding, Kreuzberg und Neukölln zu Straßenschlachten mit der West-Berliner Polizei. Unter den zahlreichen Verletzten waren elf Polizisten. Gegen 47 der 162 Festgenommenen ergingen Haftbefehle, gegen andere verhängte ein Schnellgericht mehrere Tage Haft. Der Vorfall wurde vom Groscurth-Ausschuss untersucht.
Der niederländische Dokumentarfilmer Joris Ivens drehte über die III. Weltfestspiele den Dokumentarbericht Freundschaft siegt.

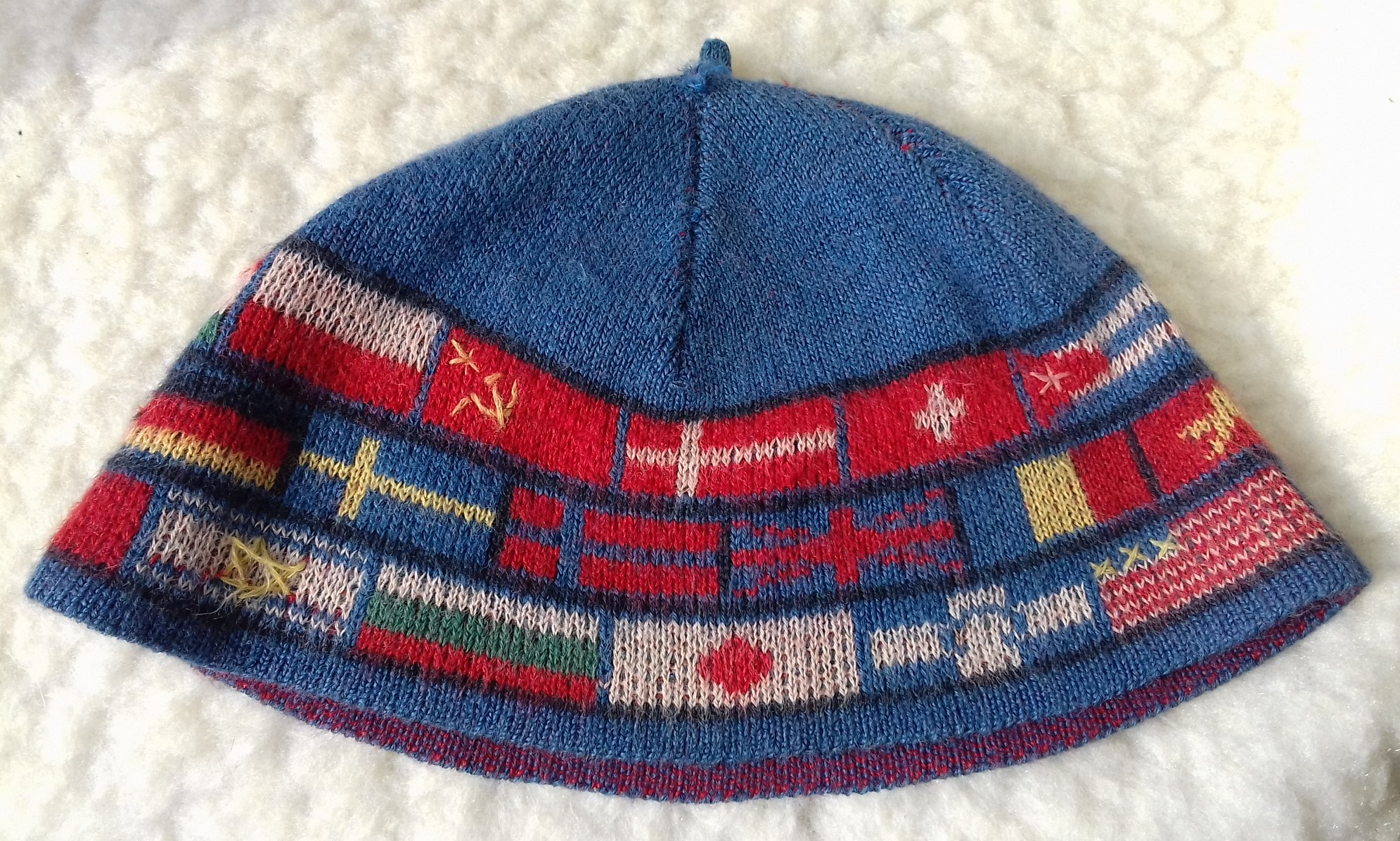
Mütze der FDJ-Delegation der DDR, 1951
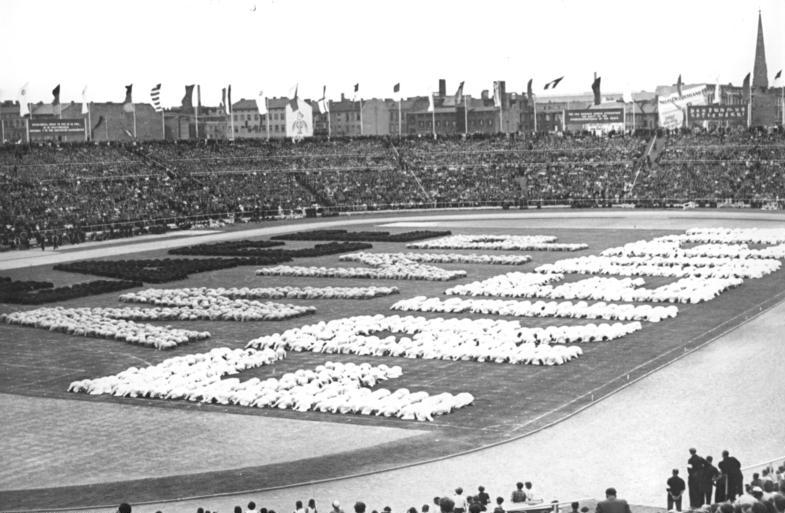
Die große Sportschau der Jugend nach der Eröffnung der Weltfestspiele am 5. August 1951
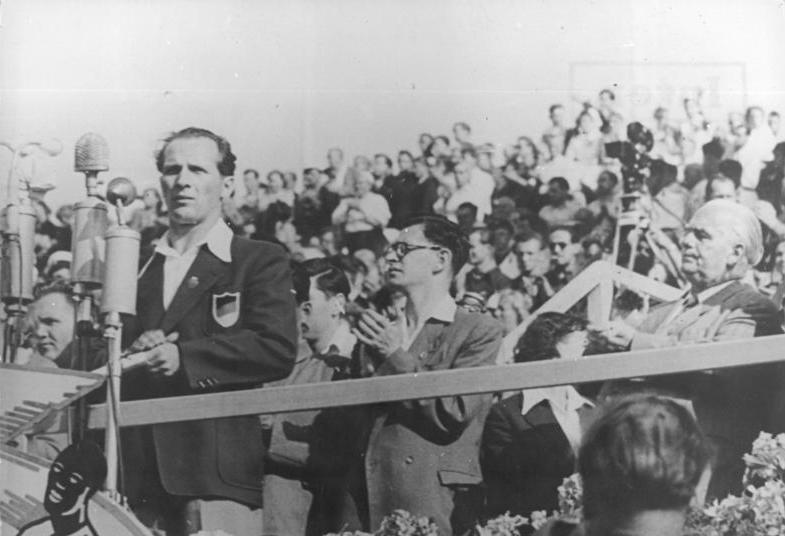
Der FDJ-Vorsitzende Erich Honecker spricht bei der Eröffnungsfeier der Spiele
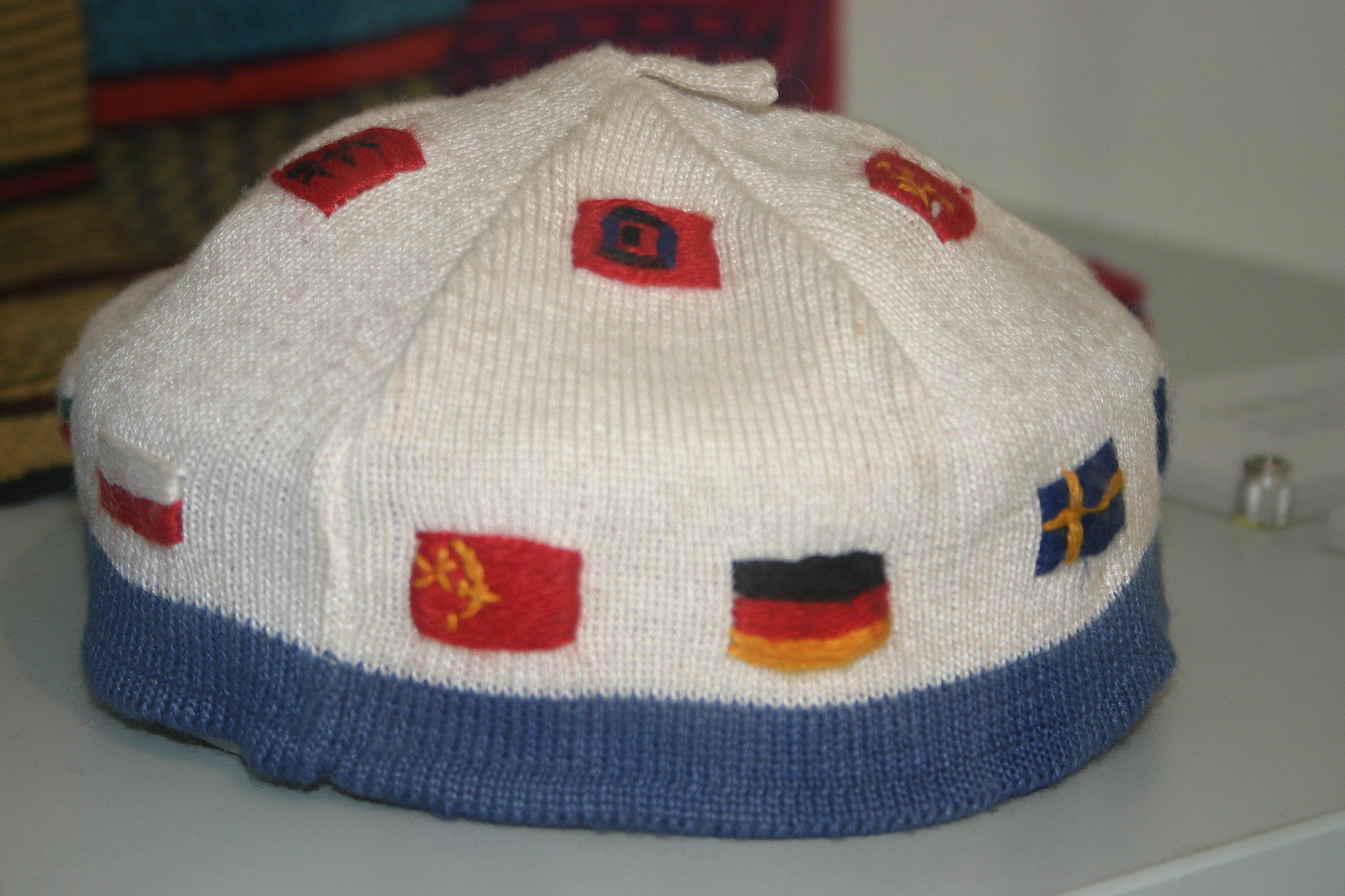
Strickkappe aus der Wirkerstadt Apolda für die Teilnehmer der Weltfestspiele 1951

### 1959 Wien
18.000 offizielle Teilnehmer trafen sich vom 26. Juli bis zum 4. August in Wien. Damit hat sich die Anzahl der Teilnehmer gegenüber den Weltfestspielen zwei Jahre zuvor fast halbiert. Von den Vorgänger-Weltfestspielen unterschied sich die Wiener Veranstaltung durch die hohe Anzahl von Jugendlichen aus Afrika und Asien. Teilnehmer aus Deutschland kamen u. a. von der Freien Deutschen Jugend und vom Liberalen Studentenbund Deutschlands. Die Wiener Presse hatte beschlossen, nichts über die Veranstaltungen zu veröffentlichen. Während des Festivals wurden der sowjetischen Delegation von Exilanten Miniaturausgaben des Buches Doktor Schiwago übergeben, welches in der Sowjetunion verboten war. Mitreisende KGB-Agenten warnten die Teilnehmer vor einer Mitnahme der Bücher nach Hause.

### 1973 Ost-Berlin

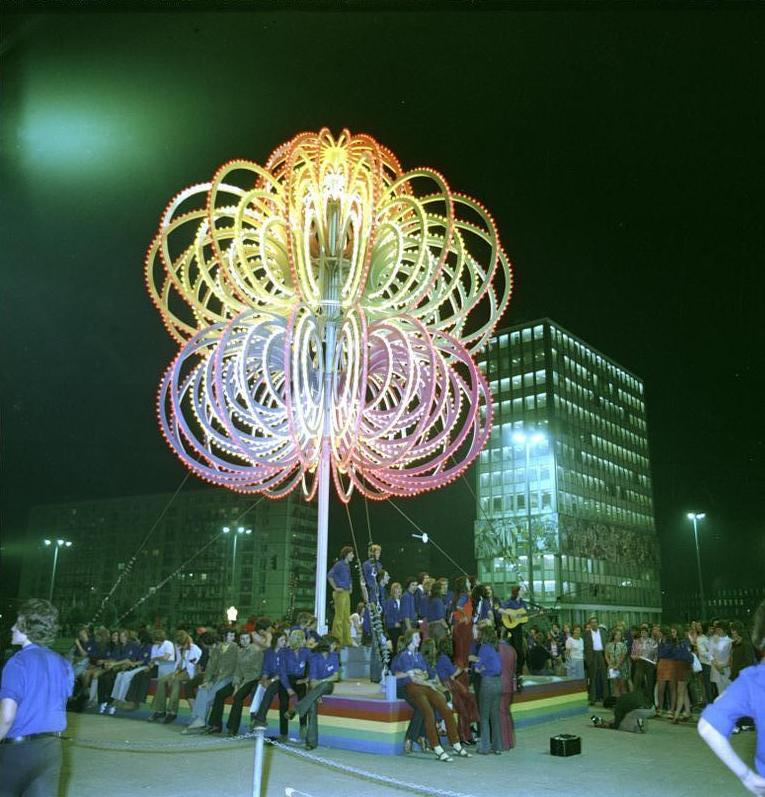
Berlin, Alexanderplatz, während der X. Weltfestspiele

1973 fanden vom 28. Juli bis zum 5. August die Weltfestspiele ein weiteres Mal in Ost-Berlin statt. In den neun Veranstaltungstagen kamen etwa acht Millionen Besucher mit 25.600 Gästen aus 140 Staaten zusammen. Auf 95 Bühnen gab es Beat- und Rockmusik und Lieder von Singeklubs. Das in einem Preisausschreiben siegreiche Festivallied war Die junge Welt ist in Berlin zu Gast, und sie schert sich nicht drum, ob es dem Feinde passt. Stellvertretender Leiter des Organisationskomitees war der Mitarbeiter im FDJ-Zentralrat Wolfgang Berghofer.
Aufgrund der zeitlichen Nähe zum Woodstock-Festival in den USA nannten westliche Beobachter die Weltfestspiele 1973 auch das „Woodstock des Ostens“. Dahinter stand die größte Polizeiaktion seit der Niederschlagung des Volksaufstandes im Juni 1953 und dem Mauerbau 1961. Die Hauptabteilung Kriminalpolizei meldete allein in Berlin und dem märkischen Umland 2073 Festnahmen von „Asozialen“, 604 Menschen wurden in psychiatrische Einrichtungen eingewiesen. Circa 1800 Jugendliche wurden in Spezialheime oder Jugendwerkhöfe eingewiesen.
Der DDR-Dokumentarfilm Wer die Erde liebt schildert die X. Weltjugendspiele.
Aus der Bundesrepublik Deutschland fuhr eine Delegation von 800 Teilnehmern zu den Weltfestspielen, die vom Initiativausschuss X. Weltfestspiele (AK Festival (unter anderem SDAJ, VDS und MSB Spartakus) und Koordinierungsgruppe X. Weltfestspiele (Jusos, DGB-Jugend, Jungdemokraten und andere)) zusammengestellt wurde. Auf dem Bebelplatz in Ost-Berlin konnte der damalige Juso-Vorsitzende Wolfgang Roth reden, es war die erste offizielle Rede eines SPD-Vorstandsmitglieds in der DDR/SBZ seit der erzwungenen Vereinigung von SPD und KPD 1946. Für die Zeit der Spiele wurde der Schießbefehl an der Mauer außer Kraft gesetzt.

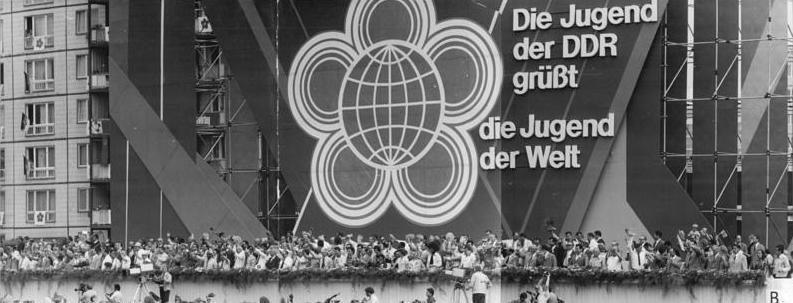
Ehrentribüne der X. Weltfestspiele 1973 in Ost-Berlin

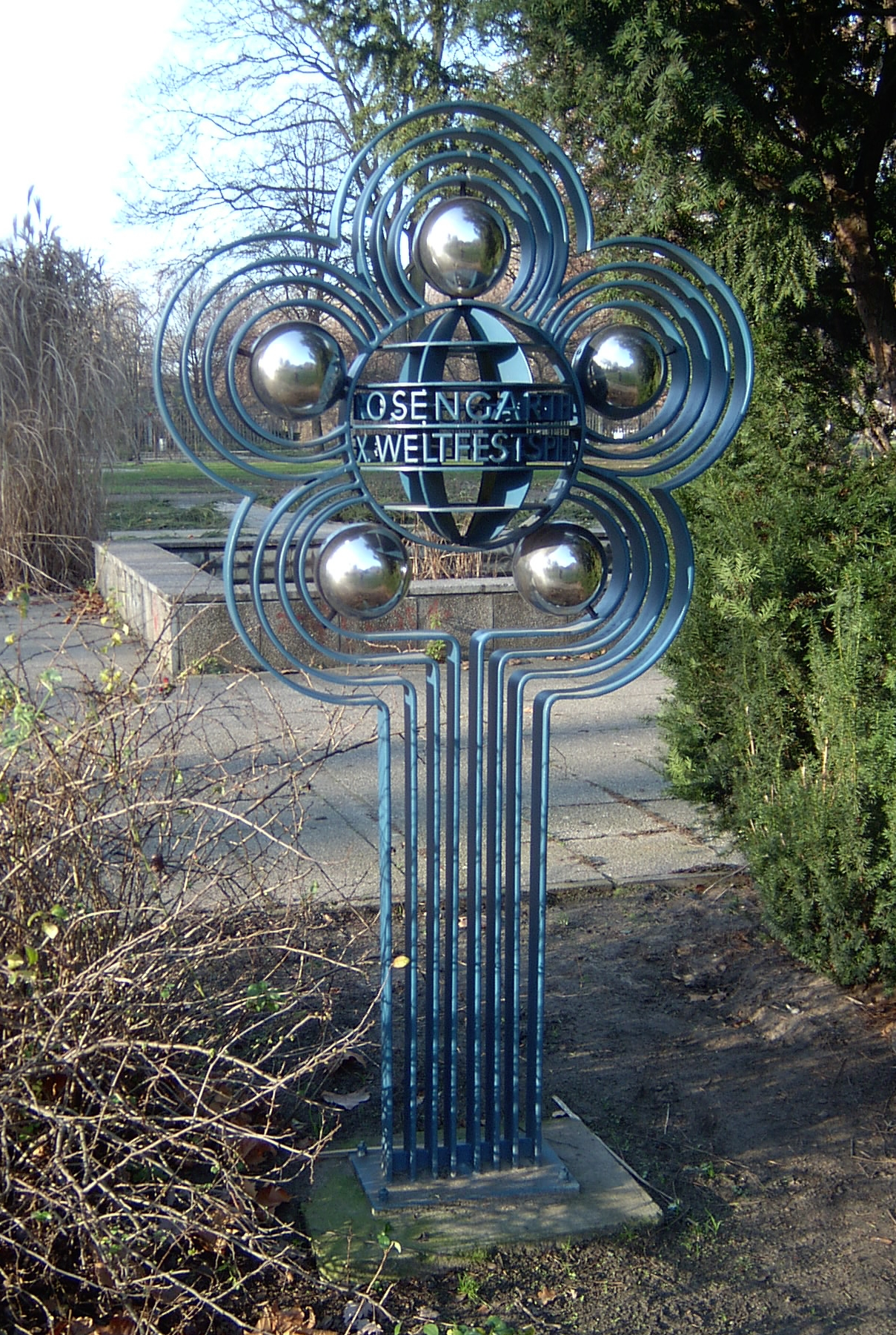
Festivalblume von Achim Kühn

Das Ministerium für Staatssicherheit (MfS) verhinderte bis zum 28. Juni 1973 die Reise von 2720 „negativen Personen“ nach Ost-Berlin, gegen 2073 Personen wurde Haftbefehl erlassen. Als FDJ-ler verkleidete Stasi-Mitarbeiter wurden an die Diskussionspunkte entsandt, die bei kritischen Diskussionen die Politik von Partei und Regierung der DDR zu vertreten hatten. Sie sollten auch „gefährliche Flugblätter“ einsammeln und dokumentieren sowie regelmäßig detaillierte Berichte über ihre Arbeit abliefern. Zusätzlich wurden die DDR-Teilnehmer vor den Weltfestspielen ideologisch geschult. Dazu wurde die FDJ-Arbeit des Vorjahres, beispielsweise das FDJ-Studienjahr, in der gesamten DDR ideologisch auf das Jugendtreffen ausgerichtet.
Der Hauptveranstaltungsort war (wie 1951) das Walter-Ulbricht-Stadion. Nach der Entmachtung Ulbrichts im Mai 1971 wurde es unmittelbar vor Eröffnung der Spiele in Stadion der Weltjugend umbenannt. Als Ulbricht, das Staatsoberhaupt der DDR, während der Weltfestspiele starb, hatte dies kein Innehalten des Festbetriebs zur Folge. Ulbrichts Name wurde schon kurz nach dessen Tod weitgehend aus der DDR-Geschichtsschreibung getilgt. Gleichzeitig erfolgte auch die Umbenennung des in der Nähe gelegenen U-Bahnhofs Walter-Ulbricht-Stadion, der seit dem Mauerbau ein Geisterbahnhof war, in Stadion der Weltjugend.

## 19. Weltfestspiele in Sotschi 2017
Der Generalrat des WBDJ beschloss die Austragung der 19. Weltfestspiele der Jugend und Studenten in Russland. Hauptgrund für diese Entscheidung war das 100. Jubiläum der Oktoberrevolution.
Das offizielle Motto des Festivals lautete: „Für Frieden, Solidarität und soziale Gerechtigkeit, kämpfen wir gegen den Imperialismus. Indem wir unsere Vergangenheit ehren, bauen wir die Zukunft auf“.
Der WBDJ kritisierte als Initiator der Festspiele, dass die russischen Ausrichter der sozialistischen Idee des Festivals nicht genügend Rechnung trugen. Tatsächlich unterschied sich der Charakter des Events deutlich von den zu Sowjetzeiten organisierten Veranstaltungen. Einige der Hauptsponsoren (wie Sberbank oder Gazprom) traten sehr prominent auf.
Mediale Aufmerksamkeit bekamen die Weltfestspiele vorwiegend aus Russland und das Event wurde vielfach als Imagekampagne für den russischen Präsidenten Putin kritisiert.
Teilnehmende Organisationen aus dem deutschsprachigen Raum waren die SDAJ aus Deutschland, die KJÖ aus Österreich sowie die Kommunistische Jugend Schweiz.

## Logos der Weltfestspiele

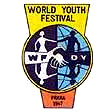
Logo der I. Weltfestspiele 1947 in Prag
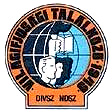
Logo der II. Weltfestspiele 1949 in Budapest
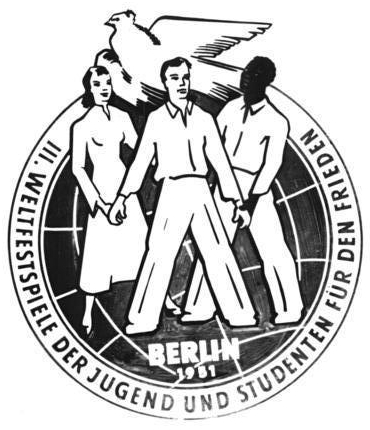
Logo der III. Weltfestspiele 1951 in Ost-Berlin
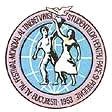
Logo der IV. Weltfestspiele 1953 in Bukarest
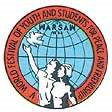
Logo der V. Weltfestspiele 1955 in Warschau
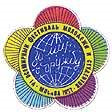
Logo der VI. Weltfestspiele 1957 in Moskau
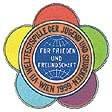
Logo der VII. Weltfestspiele 1959 in Wien
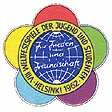
Logo der VIII. Weltfestspiele 1962 in Helsinki
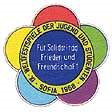
Logo der IX. Weltfestspiele 1968 in Sofia
Logo der X. Weltfestspiele 1973 in Ost-Berlin
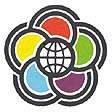
Logo der XI. Weltfestspiele 1978 in Havanna
Logo der XIII. Weltfestspiele 1989 in Pjöngjang
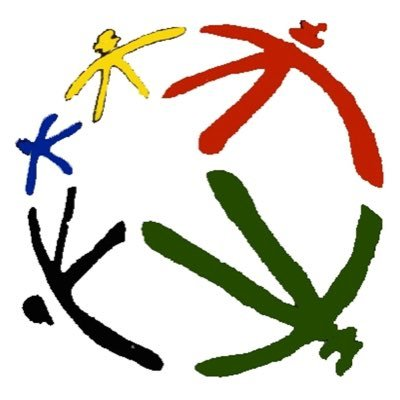
Logo der XIV. Weltfestspiele 1997 in Havanna
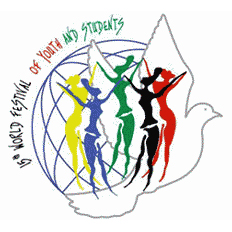
Logo der XV. Weltfestspiele 2001 in Algier
Logo der XVI. Weltfestspiele 2005 in Caracas
Logo der XVII. Weltfestspiele 2010 in Pretoria
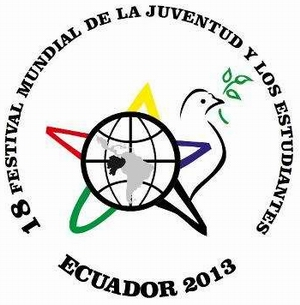
Logo der XVIII. Weltfestspiele 2013 in Quito
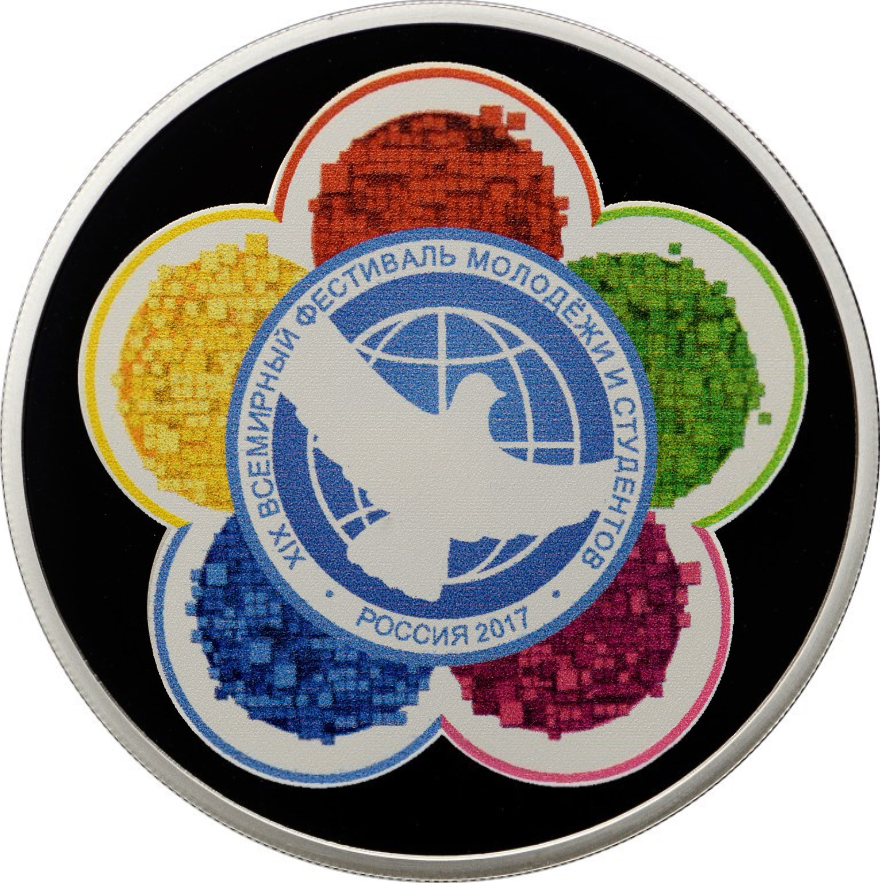
Logo der XIX. Weltfestspiele 2017 in Sotschi